# Andrzej Cofalik
Andrzej Bogdan Cofalik (Palowice, 8 de septiembre de 1968) es un deportista polaco que compitió en halterofilia.
Participó en dos Juegos Olímpicos de Verano, obteniendo una medalla de bronce en Atlanta 1996, en la categoría de 83 kg, y el décimo lugar en Barcelona 1992 (82,5 kg).
Ganó una medalla de oro en el Campeonato Mundial de Halterofilia de 1997 y una medalla de plata en el Campeonato Europeo de Halterofilia de 1995.

## Palmarés internacional
| Juegos Olímpicos   | Juegos Olímpicos         | Juegos Olímpicos  | Juegos Olímpicos |
| Año                | Lugar                    | Medalla           | Categoría        |
| ------------------ | ------------------------ | ----------------- | ---------------- |
| 1996               | Atlanta (Estados Unidos) | Medalla de bronce | 83 kg            |
| Campeonato Mundial |                          |                   |                  |
| Año                | Lugar                    | Medalla           | Categoría        |
| 1997               | Chiang Mai (Tailandia)   | Medalla de oro    | 83 kg            |
| Campeonato Europeo |                          |                   |                  |
| Año                | Lugar                    | Medalla           | Categoría        |
| 1995               | Varsovia (Polonia)       | Medalla de plata  | 83 kg            |